# 马鹦路站
马鹦路站位于中华人民共和国湖北省武汉市汉阳区，是武汉地铁6号线的地铁车站。

## 车站结构
位于鹦鹉大道下，马鹦路与鹦鹉大道十字路口处，沿鹦鹉大道布置。车站总长300m，标准段宽度21.1m，车站埋深2.2～3.0m。本站为地下二层岛式车站，地下一层为站厅层，地下二层为站台层。车站在鹦鹉大道两侧布置有4个出入口、1个消防出入口。设置4组风亭，均为低矮风亭。车站主体建筑面积11094平方米，附属面积2750平方米。车站上方为鹦鹉洲长江大桥引桥。

### 楼层分布
| 地面     | 地面               | 出入口                               |  |  |
| 地下一层 | 站厅               | 售票机、客服中心、武漢通充值、洗手間 |  |  |
| 地下二层 |                    | █ 6号线 往新城十一路（钟家村）       |  |  |
|          | 岛式站台，左侧开门 |                                      |  |  |
|          |                    | █ 6号线 往东风公司（建港）           |  |  |

### 車站出口
|                                                 |      | |
| 出口編號                                        | 設施 | 建議前往的目的地                                                                                   |
| A                                               |      | 鸚鵡大道 錦繡三路、武漢鸚鵡洲長江大橋、世茂錦繡長江南區、世茂外灘                                  |
| B                                               |      | 鸚鵡大道 錦繡三路、自力二街、西大街小學、武漢友好醫院、自力社區、嘉怡苑、福星惠譽·漢陽華府、江景園 |
| C                                               |      | 鸚鵡大道 馬鸚路、夾河小區、藍江家園、知音學府                                                      |
| D                                               |      | 鸚鵡大道 馬鸚路、武漢市第三十二中學、油田小區、楓華錦都、楓華苑                                    |
| 注： 設有升降機 \| 設有輪椅升降台 \| 設有洗手間 |      | |

## 运营信息
- 6号线首末班车时间

## 鄰近地點
鹦鹉洲长江大桥、地铁4号线拦江路站、世茂锦绣、油田小区、江景园等。

### 内部链接
- 武汉地铁车站列表